# Суоминен, Илкка
И́лкка О́лави Су́оминен (фин. Ilkka Olavi Suominen; 8 апреля 1939, Наккила, Турку-Пори — 23 мая 2022, Хельсинки) — финский политик. Спикер парламента Финляндии (1987, 1991—1994).

## Учёба
Закончил престижный колледж в городе Пори, позже — Экономический институт Пори и Хельсинкский университет. С 21 года работал в семейном бизнесе, занимая должность исполнительного директора в фирме J. W. Suominen Oy.

## Политическая карьера
Суоминен был депутатом парламента Финляндии в 1970—1975 и 1983—1994 годы. Возглавлял Национальную коалиционную партию в 1979—1991 и дважды был спикером Эдускунты (с 2 апреля по 5 мая 1987 и с 30 апреля 1991 по 6 февраля 1994). После последней каденции уступил место Риитте Уосукайнен.
Также являлся министром труда и индустрии в кабинете Харри Холкери 1987—1991. Был депутатом Европарламента в 1999—2004. Возглавлял Парламентскую ассамблею ОБСЕ в 1992—1994 годах.

## Личная жизнь
Женат на Кристине Сугонен, отец троих детей.